# Симпл-димпл
Симпл-димпл (от англ. simple dimple — простая ямочка) — антистресс-игрушка, появившаяся в продаже в 2019 году и получившая популярность среди детей и подростков в России весной 2021 года. Является видом кнопочных антистрессов, как и появившийся в том же году поп-ит. Эффект достигается путем многократного надавливания на пупырки, которых обычно не более семи.

## История
Изначально симпл-димпл был исключительно детским развлечением. С его помощью можно, например, развивать мелкую моторику рук. Первые игрушки такого плана появились в 2019 году в Северной Америке. Настоящим хитом стали в начале 2021 года. От поп-ита симпл-димпл отличается тем, что каждая ямочка заключена в пластиковую основу, и пузырьки имеют отличающиеся друг от друга размеры, когда как в поп-ите все пузырьки одинаковые. Таким образом получается компактная игрушка, которую можно носить на брелоке.

## Описание
Игрушки бывают разных форм и размеров, расположение пупырок бывает как упорядоченное, так и хаотичное. Наименьший (самый компактный) вариант симпл-димпл — в виде брелока.

## Популярность
В 2021 году британские и австралийские СМИ зафиксировали бум популярности игрушек. Их скупали школьники и дети, а потом хвастались ими в TikTok. Всё это оказалось заразительно. Позднее многие производители начали получать прибыль и наращивать производство. По проявляемому к ним интересу эти игрушки сравнимы со спиннерами.
Игрушки «Симпл-Димпл» обрели большую популярность в соцсетях TikTok и Instagram.